# Capo Alexander

Comune di Avannaata, dove si trova il capo Alexander

Il capo Alexander (groenlandese Ullersuaq, danese Kap Alexander) è un capo della Groenlandia; si trova nella penisola di Hayes, nel nord-ovest dell'isola, e si protende sullo stretto di Nares. A nord si trova la cittadina di Etah e a sud quella di Siorapaluk; appartiene al comune di Avannaata. Trovandosi a 73°01'O, è il punto più occidentale dell'intera Groenlandia.